# نسخ الصينية بالتشيكية
نظام نسخ الصينية بالتشيكية طريقة لكتابة رموز اللغة الصينية بحروف الأبجدية اللاتينية التشيكية. أنشأ هذه الطريقة الكاتب التشيكي ألدرخ شفرني [التشيكية] عام 1951.

## وصلات خارجية
- Transkripce čínských slov